# Telminostelma
Telminostelma là chi thực vật có hoa trong họ Apocynaceae.